# The Other Sides of Agitation Free
The Other Sides of Agitation Free è un CD degli Agitation Free, pubblicato dall'etichetta discografica Garden of Delights nel 1999.

## Tracce
1. Atlantic Overcrossing – 5:32 (Manfred Opitz)
2. Abulafia – 6:16 (Manfred Opitz)
3. 6th Floor – 5:09 (Gustl Lütjens)
4. Deliverance – 4:22 (Gustl Lütjens)
5. Latino Catherine – 3:35 (Michael Günther)
6. Get It Out – 4:20 (Gustl Lütjens)
7. Offstage – 2:45 (Gustl Lütjens)
8. Song für den Proletariersohn, Teil 1 – 5:36 (Michael Günther, Alfred Bergmann)
9. Song für den Proletariersohn, Teil 2 – 2:23 (Michael Günther, Alfred Bergmann)
10. Song für den Proletariersohn, Teil 3 – 1:35 (Michael Günther, Alfred Bergmann)

## Musicisti
- Michael Fame Günther - basso (in tutti i brani)
- Gustav Lütjens - chitarra, voce (in tutti i brani)
- Mickie Duwe - voce (brani: #8, #9 e #10)
- Harald Großkopf - batteria (brani: #1 e #2)
- Dietmar Burmeister - batteria (brani: #8, #9 e #10)
- Jochen Bauer - batteria (brani: #6 e #7)
- Konstantin Bommarius - batteria, percussioni (brani: #3, #4 e #5)
- Manfred Opitz - tastiere, voce (brani: #1, #2 e #3)
- Christian Bino Brero - pianoforte (brano: #5)
- Bernd Gruber - tastiere (brani: #6 e #7)
- Bernhard Arndt - organo (brano: #8)
- Klaus Maus Henrichs - sassofono (brano: #1 e #2)
- Lou Blackburn - trombone (brano: #3)

Note aggiuntive
- Brani: #1, #2, #3, #4, #5, #6 e #7, registrati fine 1974 al ERD-Tonstudio di Berlino (Germania)
- Udo Arndt - ingegnere del suono (Audio-Tonstudio)
- Brani: #8, #9 e #10, registrati il 18 e 19 luglio 1974 al Audio-Tonstudio di Berlino (Germania)
- Jonas Bergler - ingegnere del suono (ERD-Tonstudio)[1]